# 保罗·索莱里
保罗·索莱里（義大利語：Paolo Soleri，1919年6月21日—2013年4月9日），意大利裔美国建筑师。

## 生平
1919年，保罗·索莱里生于意大利都灵，1946年获都灵理工大学建筑学博士学位，同年12月，赴美国，亚利桑那州斯科茨代尔西塔里耶森，求学于美国著名建筑师弗兰克·劳埃德·赖特门下。在此期间，他在曼哈顿现代艺术博物馆展出的一件桥梁设计作品获得了广泛的国际认可。
1950年，保罗·索莱返回意大利，受委托建造一间陶瓷工厂。
1956年，保罗·索莱带妻子和两个女儿到美国亚利桑那州仙谷定居，并开始致力于城市规划领域的研究，期间，他建立了一个非盈利性基金会。
2013年4月9日，因自然原因于美国亚利桑那州仙谷家中逝世。

## 參照
- 亞瓦派縣
- 建筑生态学

## 外部連結
- Lisa A. Scafuro. Phoenix Home & Garden. March, 2008, Page 270. “Paolo Soleri: The Lifetime Achievements of a Living Legacy”